# Созонов, Владислав Алексеевич
Владислав Алексеевич Созонов (родился 9 октября 1993 в Киеве) — российский регбист, защитник (центральный и крайний) команды «Стрела» и сборной России. Заслуженный мастер спорта России.

## Биография
Регби начал заниматься в 10 лет, в секцию привел друг. Уже в юном возрасте показывал отличную результативность.
В мае 2021 года перешёл в «Локомотив-Пенза».

### Карьера в клубе
В 16 лет провёл перых три матча чемпионата России по регби и выступил в чемпионате России по регби-7 за основную команду «ВВА-Подмосковье». Выступает за «военлетов», показывая стабильную и результативную игру. В 2015 году стал самым результативным по попыткам (9 заносов) игроком команды. На протяжении 6 сезонов (с 2011 по 2017 год) занимает с командой 3-е место в чемпионате по регби, трехкратный чемпион России по регби-7.

### Карьера в сборной
Обладая высокой скоростью, привлек внимание тренеров сборной по регби-7, в её составе стал чемпионом Европы 2016 (самый результативный игрок сборной России на этапах Чемпионата Европы) и 2017 года. Участник Кубка Мира 2018 по регби-7.
В конце 2017 года дебютировал в сборной по регби-15, первый матч провел против Гонконга в рамках турнира Кубок наций в Гонконге. На этом же турнире, в матче против Чили, занес свою первую попытку и со сборной стал победителем этого турнира. Попал в окончательную заявку на Кубок Мира 2019.

### Личная жизнь
Жена — регбистка Надежда Созонова. 9 ноября 2018 года у Владислава и Надежды родился сын Святослав.